# Неокоммунистическая партия Советского Союза
Неокоммунисти́ческая па́ртия Сове́тского Сою́за (НКПСС) — подпольная леворадикальная организация, существовавшая в СССР с сентября 1974 года по январь 1985 года. Современные исследователи считают НКПСС одной из первых организаций «новых левых» в СССР. Впрочем, австрийский исследователь Ханс Азенбаум, изучавший идеологию НКПСС, рассматривает эту партию как ориентировавшуюся на «третий путь», как его понимали в 1960—1970-е годы, то есть не капитализм, но и не «развитой социализм».

## История
Организация возникла путём объединения двух подпольных леворадикальных групп, называвшихся Партия новых коммунистов (ПНК) и «Левая школа», основанных синхронно, но независимо друг от друга, в декабре 1972 — январе 1973 года. Члены обеих групп установили между собой контакт в сентябре 1973 года; в мае 1974 года возник вопрос об объединении, однако само объединение состоялось только в сентябре 1974 года.
В результате объединения произошло идеологическое взаимообогащение групп — за счёт привнесения в идеологию новосозданной НКПСС идей троцкизма и «новых левых» (в первую очередь Герберта Маркузе, Эрнесто Че Гевары и Режи Дебре) со стороны ПНК и идей экзистенциализма (в первую очередь Жана-Поля Сартра, Альбера Камю и Антуана де Сент-Экзюпери) со стороны «Левой школы».
Члены НКПСС планировали провести в январе (запасной вариант — в июле) 1977 года учредительный съезд, на котором собирались избрать руководящий орган (ЦК), принять (после обсуждения) Устав и Программу НКПСС. До этого временным теоретическим документом НКПСС считались «Принципы неокоммунизма», написанные А. Тарасовым в ноябре 1973 года и доработанные по просьбе членов «Левой школы» в мае-июне 1974 года таким образом, чтобы они могли выступать теоретическим документом всей НКПСС, а не только ПНК. Однако провал 1975 года и затем события апреля 1977 года сорвали эти планы. Учредительный съезд НКПСС так никогда и не был проведён.
Временным руководящим и координирующим органом НКПСС (до избрания ЦК) в сентябре 1974 года стала «руководящая пятёрка» в составе Александра Тарасова (теория, общее руководство), Натальи Магнат (теория, общее руководство), Василия Минорского (работа в технических вузах и в контркультурной среде), Ольги Бараш (работа в гуманитарных вузах и переводческая деятельность), Игоря Духанова (связь с региональными группами, обеспечение безопасности). В 1977 году И. Духанов в составе «руководящей пятёрки» был заменён С. Трубкиным. Решения «пятёрки» за пределами компетенции каждого члена принимались коллегиально, большинством голосов.
В 1975 году НКПСС постиг провал: КГБ была выявлена и арестована часть московских членов организации, включая ряд лидеров. Однако размеры провала 1975 года были ограничены: провалились исключительно бывшие члены ПНК, поскольку к тому моменту, несмотря на формальное объединение, обе группы де-факто ещё существовали самостоятельно и контакты между ними были слабы.
Следствие не смогло выявить связи провалившейся группы (бывшей ПНК) с другой частью партии (бывшей «Левой школой») и с региональными группами, а также добыть убедительные доказательства серьёзной антисоветской деятельности (отчасти потому, что архив НКПСС, хранившийся в посёлке Валентиновка Московской области, был в январе 1975 года уничтожен). На допросах члены НКПСС утверждали, что придерживаются в основном идей «марксизма-ленинизма», считавшегося официальной идеологией в СССР, а уклонения в сторону троцкизма, анархизма и экзистенциализма не могут расцениваться как криминал, так как за взгляды в СССР не судят, судят только за действия. В результате дело НКПСС не было доведено до суда. Ряд «наиболее опасных», с точки зрения КГБ, членов партии был во внесудебном порядке помещён в спецпсихбольницы на сроки от полугода до года. Остальные отделались исключениями из вузов и комсомола.
Ограниченность провала 1975 года показала относительно высокий уровень конспирации в НКПСС. В организации существовала система паролей и почтовых ящиков для связи с региональными группами, все члены НКПСС имели псевдонимы. При переписке с регионами использовались симпатические чернила.
После провала 1975 года деятельность НКПСС была практически парализована. Не попавшие под удар члены организации (во главе с Н. Магнат и О. Бараш) смогли лишь ужесточить конспирацию и сохранить НКПСС от полного развала. Связь с региональными группами была временно потеряна. В течение 1977—1980-х годов деятельность НКПСС была восстановлена.
В апреле 1977 года члены НКПСС вновь попали в разработку КГБ в связи с расследованием серии террористических актов в Москве — взрывов бомб 8 января 1977 года в московском метро и на улице 25-го Октября (ныне — Никольская). В результате взрывов погибло 7 и было ранено 37 человек. Согласно официальной версии, обнародованной в январе 1979 года, взрывы были организованы армянскими националистами во главе со Степаном Затикяном. Дело, однако, закончилось для членов НКПСС задержаниями, допросами и установлением демонстративного наружного наблюдения. «Засвеченные» члены НКПСС ощущали явный контроль со стороны КГБ до 1982 года.
Всего в НКПСС состояло 32 человека, в основном — в Москве и Московской области, но существовали также группы в Кирове (2 человека), Ленинграде (2 человека), на Украине (Днепропетровск, 2 человека), в Грузии (Тбилиси и Рустави, 2 человека), в Латвии (Рига, 1 человек). Из них провалились 10 человек в Москве в 1975 году и 2 человека в Кирове в 1980 году. Есть также данные о попытке создания дочерней группы в городе Кинешма (Ивановская область), но эта попытка успехом не увенчалась.
В 1984 году, анализируя происходившие в СССР (после смерти Суслова, Брежнева и Андропова) процессы, лидеры партии пришли к выводу, что в ближайшие годы произойдёт крах режима КПСС, и страна вступит в период радикальных изменений. В таких условиях небольшая подпольная организация не сможет играть никакой общественной роли и воздействовать на политические процессы в стране. Во второй половине 1984 года в НКПСС прошла дискуссия по этому вопросу, результатом которой стал самороспуск партии в январе 1985 года.

## Идеология

### Ранний период
Первоначально НКПСС руководствовалась идеологическими схемами, разработанными А. Тарасовым в «Принципах неокоммунизма» и ряде других, не сохранившихся работ («Каждый человек — король», «Чили, Кипрский кризис и еврокоммунизм», «Революционная диктатура, НЭП и сталинизм», «Гниль болота», «„Чёрная сотня“ как революционная контрреволюционность мещанства» и др.), уничтоженных вместе с архивом партии в посёлке Валентиновка в 1975 году.
В соответствии с этими схемами экономическое устройство СССР рассматривалось как социалистическое с конца 1930-х годов (что соответствовало официальной сталинской установке), но в то же время политическое устройство рассматривалось как несоциалистическое: при социализме власть должна была принадлежать обществу, в то время как в СССР она принадлежала правящей бюрократии, а общество было от власти отстранено. Для объяснения этого явления А. Тарасов прибег к идее Ленина о возможности «передвижки» власти: в интерпретации Тарасова в конце 1920-х — начале 1930-х годов группа Сталина, представлявшая интересы мелкой буржуазии (мещанства) — в первую очередь чиновничества, — одолела во внутрипартийной борьбе группы, представлявшие интересы рабочего класса и революционной интеллигенции, и захватила власть. Это было вполне возможно, так как социализм в экономике тогда ещё не был построен, а в многоукладном советском народном хозяйстве самой прогрессивной формой был государственный капитализм. Развернув в стране массовые репрессии и уничтожив возможную оппозицию власти бюрократии, группа Сталина гарантировала себе несменяемость: к концу 30-х годов XX века, когда, по этой теории, экономически социализм в СССР был «в основном» построен и, следовательно, общество могло уже взять власть в свои руки, брать эту власть было уже некому: политически активная часть общества была истреблена, остальная — запугана. Установился режим бюрократической диктатуры.
Эта теория, однако, предполагала, что подобное общественно-экономическое устройство противоестественно и, следовательно, неизбежно придёт со временем к политической революции, в ходе которой надстройка будет приведена в соответствие с базисом: А. Тарасов считал, что диктатура бюрократии сдерживает развитие производительных сил и таким образом вызывает к жизни классический для теории марксизма конфликт производительных сил и производственных отношений.
Он полагал также, что контрреволюционный по своей сути режим советской бюрократии обречён на крах и из-за своей внешней политики — политики отказа от мировой революции и «мирного соревнования с капитализмом» (что было продемонстрировано роспуском Коминтерна Сталиным), так как это политика обороны, а не наступления; утрачивая перспективы на международной арене и постоянно теряя соратников как на государственном уровне (КНР, Албания, Югославия, Египет и т. п.), так и в коммунистическом движении (отколы маоистов, еврокоммунистов, Доминиканской компартии, Коммунистической партии Нидерландов и т. п.), руководство СССР неизбежно проиграет в «мирном соревновании», надорвётся экономически и подтолкнёт народы СССР к революции.
По этой теории, режим бюрократии влёк за собой отчуждение граждан от власти и, следовательно, сохранение феномена отчуждения даже после уничтожения капитализма. Сохранение отчуждения влекло за собой — в условиях диктатуры бюрократии — деградацию культуры и сведение общественной жизни до ритуалов, почерпнутых из арсенала буржуазной представительной демократии (парламент, выборы, существование политических партий — одной или нескольких (в странах-сателлитах СССР: ГДР, Польше, Чехословакии, Болгарии, КНР, КНДР, Вьетнаме) и т. д.). Сохраняющееся отчуждение делало неустранимым общественное напряжение и служило психологической причиной будущей революции.
Правление бюрократии как представителя мелкобуржуазных взглядов привело к засилью мещанства во всех областях жизни общества (в быту, культуре, профессиональной деятельности, в производственных отношениях и в формальной политике) и искоренению антибуржуазной идеологии и психологии. Это, с одной стороны, обрекало культурную и общественную жизнь на застой и деградацию, с другой — вело к кризису общественных отношений, выход из которого режим найти не мог (что объективно толкало бюрократию либо на «закручивание гаек», неосталинизм, либо — что наиболее вероятно — на деградацию до открыто буржуазных отношений, реставрацию капитализма), с третьей — вело к невозможности легальной революционной деятельности и необходимости создания подпольной организации и борьбы в подполье.
Правящая бюрократия сделала выводы из пролетарской революции в октябре 1917 года. Поэтому именно рабочий класс в СССР (особенно сосредоточенный на крупных промышленных предприятиях) подвергался особо сильному идеологическому контролю, во-первых; с ним постоянно заигрывал режим, восхваляя рабочих и в то же время навязывая им идеологию правящей бюрократии и разлагая его «массовой культурой», во-вторых; быстро и эффективно пресекая попытки создания независимых профсоюзов и других рабочих организаций, в-третьих. Информационная блокада не даёт рабочим возможности составить объективное и полное представление о положении в стране, «промывка мозгов» (система пропаганды и «политучёбы») не даёт выработать собственную идеологию, система каналов вертикальной социальной мобильности в советском обществе обеспечивает наиболее развитым и упорным рабочим возможность получить высшее образование и перейти в другую социальную категорию. По этим причинам рабочий класс не может стать авангардом новой революции. Таким авангардом может стать студенчество как ещё не закреплённая в социальной структуре советского общества, мобильная, имеющая доступ к более широкой информации, призванная заниматься интеллектуальной деятельностью социальная группа. К тому же студенты должны испытывать дискомфорт от перспективы стать после вуза рядовыми низкооплачиваемыми и зависящими от бюрократии наёмными работниками, в большинстве своём лишёнными перспектив роста. Механизмы контроля в молодёжной среде ослаблены, так как ВЛКСМ полностью выродился и не способен играть роль лидера молодёжи.
Этим объяснялась принятая НКПСС стратегия на пропаганду именно в студенческой среде (а также и специальный интерес к «молодёжной революции» 1960-х годов на Западе с особым упором на изучение опыта студенческого движения в США, Франции, Италии, Южной Корее).
Таким образом, в ранний период своей деятельности НКПСС исходила из того, что СССР нуждается не в экономических революционных преобразованиях, а только в политических..
К 1978 году эти идеологические схемы перестали удовлетворять как самого Тарасова, так и многих его товарищей по партии. Серьёзной критике эти идеологические установки подверглись со стороны Н. Магнат, В. Минорского, С. Трубкина, В. Макарцова. В результате в течение 1978—1979 годов А. Тарасовым была разработана для НКПСС новая, куда более серьёзная и оригинальная идеология.

## В культуре
НКПСС появляется в качестве фракции в компьютерной игре «Кризис в Кремле». Данная фракция является леворадикальной партией троцкистов или национал-большевиков в Верховном Совете СССР, которую можно разрешить, если выпустить по сюжету Александра Тарасова из психиатрической больницы и реабилитировать партию. При большинстве НКПСС в Верховном Совете доступны наиболее «жёсткие» варианты развития сюжета в игре.